# Еджмор (Делавер)
Еджмор (англ. Edgemoor) — переписна місцевість (CDP) в окрузі Нью-Касл штату Делавер США. Населення — 5677 осіб (2010).

## Географія
Еджмор розташований за координатами 39°45′23″ пн. ш. 75°30′27″ зх. д. / 39.75639° пн. ш. 75.50750° зх. д. (39.756277, -75.507448).  За даними Бюро перепису населення США в 2010 році переписна місцевість мала площу 5,48 км², з яких 4,83 км² — суходіл та 0,65 км² — водойми.

## Демографія
Згідно з переписом 2010 року, у переписній місцевості мешкало 5677 осіб у 2564 домогосподарствах у складі 1349 родин. Густота населення становила 1036 осіб/км².  Було 2968 помешкань (541/км²).
Расовий склад населення:
| - 59,9 % — білих - 34,8 % — чорних або афроамериканців - 1,1 % — азіатів - 0,3 % — корінних американців - 1,5 % — осіб інших рас |

До двох чи більше рас належало 2,4 %. Частка іспаномовних становила 4,7 % від усіх жителів.
За віковим діапазоном населення розподілялося таким чином: 22,4 % — особи молодші 18 років, 65,9 % — особи у віці 18—64 років, 11,7 % — особи у віці 65 років та старші. Медіана віку мешканця становила 38,4 року. На 100 осіб жіночої статі у переписній місцевості припадало 86,4 чоловіків;  на 100 жінок у віці від 18 років та старших — 81,8 чоловіків також старших 18 років.
Середній дохід на одне домашнє господарство  становив 68 321 долар США (медіана — 59 155), а середній дохід на одну сім'ю — 75 677 доларів (медіана — 64 530). Медіана доходів становила 42 255 доларів для чоловіків та 40 662 долари для жінок. За межею бідності перебувало 9,0 % осіб, у тому числі 19,7 % дітей у віці до 18 років та 6,2 % осіб у віці 65 років та старших.
Цивільне працевлаштоване населення становило 3207 осіб. Основні галузі зайнятості: освіта, охорона здоров'я та соціальна допомога — 24,0 %, науковці, спеціалісти, менеджери — 12,1 %, фінанси, страхування та нерухомість — 10,5 %, мистецтво, розваги та відпочинок — 9,2 %.